# Girlkind
Girlkind (Кор: 걸카인드; также стилизуется как GIRLKIND) — южнокорейская женская группа из четырёх участниц, компании  Nextlevel Entertainment и дебютировавшая 17 января 2018 года с первым цифровым синглом «FANCI». Группа была расформирована 13 августа 2022 года.

## История

### 2017—2018: Формирование и дебют
Сехын участвовала в качестве стажерки компании Nextlevel Entertainment в южнокорейском реалити-шоу Produce 101, но выбыла в пятом эпизоде.
Позже Сехын была объявлена в качестве первой участницы Girlkind в 2017 году.
Участницы Girlkind постепенно были представлены публике с помощью танцевальных каверов на песни популярных корейских мужских групп, таких как BTS, GOT7, Seventeen и Wanna One, которые были опубликованы на YouTube канале группы. Позже, 17 января 2018 года, Girlkind дебютировали как корейская женская хип-хоп группа из пяти участниц со своим первым цифровым синглом «FANCI» на '"Show Champion.

### 2018: Broccoli (Микстейп), Girlkind за границей, S.O.R.R.Y
7 апреля 2018 года группа Girlkind выпустила свой первый микстейп «Broccoli».
В 2018 Girlkind стали первой женской K-pop группой, когда-либо выступавшей в Бахрейне, приняв участие во «Всемирном фестивале Changwon K-POP 2018».
В конце мая Girlkind подтвердили в своих социальных сетях, что вернутся с новым цифровым синглом «S.O.R.R.Y». Позже, видео с выступлением для Bolbbalgan4 песни «Travel» было выпущено 5 июня 2018 года
7 июня 2018 года Girlkind выпустили тизеры к музыкальному клипу «S.O.R.R.Y». По сравнению с их предыдущими хип-хоп релизами, Girlkind, похоже, сменили свой стиль на более яркий и перешли на летний концепт, снимая музыкальное видео на Сайпане .

### 2019: GIRLKIND XJR
19 августа 2018 года Nextlevel Entertainment объявили в социальных сетях о саб-юните Girlkind. В него вошла лидер Girlkind Сехын и главная рэпер Джикан. Первый мини-альбом Girlkind XJR «Life is Diamond» вышел 28 августа 2018 года. Сехын и Джикан обе участвовали в создании заглавного трека «Money Talk» с которым они позже выступали и продвигали на корейском музыкальном шоу KBS Music Bank .

### 2020–2022: Перерыв Сан Джей, Future (퓨쳐), Psycho4U и расформирование
22 марта 2020 года Nextlevel Entertainment объявили о временном перерыве Сан Джей в деятельности группы, чтобы сосредоточиться на учебе в университете Кимпхо после окончания обучения в Сеульской школы исполнительских искусств .
Позже, в конце марта, Girlkind уже были переорганизованы в группу из четырех человек которые были готовы вернуться с еще одним цифровым синглом «Future (퓨쳐)». Песня и музыкальный клип были выпущены 14 апреля 2020 года на всех стриминговых сервисах. Участницы Сехын, Джикан и Медик Джин участвовали в написании текста для песни. 17 апреля в социальных сетях было объявлено о челлендже под названием «Future Challenge» с целью преодолеть COVID-19 путем наставления людей на поддержку друг друга для достижения наших мечт.
26 октября 2020 года Girlkind объявили о возвращении с еще одним синглом «Psycho4U», который был официально выпущен 4 ноября 2020 года.
Girlkind в социальных сетях объявили о своем плане вернуться, после чего были выложены их желтые и розовые концепт тизеры.
Nextlevel Entertainment рассказали в статьях, что Two Champ, продюсер Brave Entertainment, участвовал в создании новой песни, а участницы Сехын и Джикан помогали в создании хореографии.
Песня и музыкальный клип были выпущены 7 июля 2021 года вошедшие в чарты Melon and Bugs! Песня вошла в топ-100 последних 24-часовых релизов и вошло с позиции № 99 до № 39.
Самая младшая участница Эллин участвовала в приквел сезоне «등교 전 망설임» (RR: Deunggyo Jeon Mangseolim; букв. Hesitation Before Going to School) шоу на выживание MBC «My Teenage Girl», но была исключена из эпизода 3 из-за недостатка голосов со стороны судей.
26 марта 2022 года группа анонсировала свою японскую концертную серию "GIRLKIND Tokyo Live 2022", которая проходила с 16 апреля по 7 мая в Showbox в Шин-Окубо, Токио.
13 августа 2022 года Nextlevel Entertainment объявили, что группа распалась после длительного периода обсуждения из-за внутренних проблем.

## Дискография

### Альбомы
| Заголовок         | Подробности | Высшая позиция в чарте | Продажи |
| Заголовок         | Подробности | КОР                    | Продажи |
| ----------------- | --- | ---------------------- | ------- |
| Life is a diamond | - Релиз: 28 августа 2019 г. - Лейбл: Nextlevel Entertainment, Stone Music Entertainment - Формат: CD, цифровая загрузка Tracklist 1. MONEY TALK (머니토크) 2. All You Want 3. Vibe on (Malachi Mott Remix) 4. I.Land (Tropical House mix) 5. SPLIT (Feat. Tommy $trate) | 75                     | 48      |

### Синглы
| Заголовок                                                                             | Год  | Высшая позиция в чарте | Продажи | Альбом                             |
| Заголовок                                                                             | Год  | КОР                    | Продажи | Альбом                             |
| ------------------------------------------------------------------------------------- | ---- | ---------------------- | ------- | ---------------------------------- |
| «FANCI»                                                                               | 2018 | —                      | Н/Д     | Fanci                              |
| «S.O.R.R.Y»                                                                           | 2018 | —                      | Н/Д     | S.O.R.R.Y                          |
| «Future (뷰쳐)»                                                                       | 2020 | —                      | Н/Д     | Future (퓨쳐)                      |
| «Psycho4U»                                                                            | 2020 | —                      | Н/Д     | Psycho4U                           |
| "Good Vibes Only (이 분위기에 취해)                                                   | 2021 | 188                    | Н/Д     | Good Vibes Only (이 분위기에 취해) |
| «-» обозначает релизы, которые не попали в чарты или не были выпущены в этом регионе. |      |                        |         |                                    |